# Incorporación de la Intendencia de Salta a la Junta de Buenos Aires
Una vez acaecida la Revolución de Mayo en Buenos Aires el día 25 de ese mes en el año 1810, la Primera Junta de Gobierno de las Provincias Unidas del Río de la Plata envió una expedición a las provincias internas con el objeto de hacer reconocer su autoridad en el resto del ex Virreinato del Río de la Plata. Ese ejército (conocido luego como Ejército del Norte) sofocó primero la contrarrevolución de Córdoba y luego se dirigió a la Intendencia de Salta del Tucumán de paso hacia el Alto Perú, pero a su llegada no fue necesario que entrara en acción debido a que los cabildos de la intendencia habían previamente adherido a la Junta de Buenos Aires.

## Salta
El 16 de junio de 1810 se recibieron en Salta noticias de la Revolución de Mayo. Ese día se reunió el Cabildo de Salta a fin de tratar los oficios recibidos de la Primera Junta, del Cabildo de Buenos Aires y del ex virrey Baltasar Hidalgo de Cisneros, pero, debido a que era necesario convocar a las autoridades y vecinos más caracterizados, se decidió:

(...) teniendo por base la obediencia á nuestro Rey y Señor don Fernando Séptimo (que Dios guarde) Religión y Patria (...) Sr. Virey D. Baltasar Hidalgo de Cisneros, al Excmo. Cabildo de la Capital de Buenos-Ayres; é impuesto su Señoría este Ilustre Cabildo de dichos antecedentes, acordó diferir su tratamiento y conferencia para mejor oportunidad, atento a la gravedad de su contenido (...)

El cabildo se volvió a reunir el 18 de junio con la presencia del gobernador intendente de Salta del Tucumán, Nicolás Severo de Isasmendi y se decidió que al día siguiente se convocara un cabildo general. El 19 de junio se reunieron 61 personas, por mayoría se decidió reconocer a la Junta Provisional Gubernativa de Buenos Aires y el envío de un diputado. Ese día el gobernador intendente y el Cabildo de Salta oficiaron a la Junta lo acordado.
La convocatoria de cabildo abierto para la elección de un diputado era para el 25 de junio, pero un grupo de veintidós vecinos excluidos de la misma presentó un petitorio para que se les admitiese en la elección y luego irrumpieron en la sala de acuerdos. Al ordenarse su expulsión, se produjo la protesta de los excluidos y el gobernador sugirió la postergación de la elección para el día 30, pero esto no fue aceptado por el cabildo. Luego de disputas, el gobernador dispuso el apresamiento del alcalde de segundo voto, José Antonio Fernández Cornejo y del síndico procurador Juan Esteban Tamayo. 
El 5 de julio se reunió el cabildo para deliberar sobre los sucesos acontecidos el 30 de junio, se escuchó el dictamen del asesor letrado Santiago Saravia:

(...) no se hallaban otros arbitrios ni remedios para remediar los males (...) que el Gobernador Intendente debe dejar el mando político y militar (...)

El gobernador mandó prender a Saravia y al doctor Gabino Blanco, de quien dijo:

(...) había coaligado con Tamayo e inflamado y electrizado al Cabildo para que promoviera la anarquía en la Provincia.

La situación enardeció a los vecinos de Salta, por lo que el gobernador Isasmendi envió una comisión al Cabildo ofreciendo la libertad de los detenidos. Pero recibió la respuesta condicionando su aceptación:

(...) siempre que el Gobernador dejase el mando.

Isasmendi reaccionó ordenando apresar a los miembros del cabildo, siendo capturados Nicolás Arias, Calixto Ruiz Gauna, Mateo Zorrilla y José Boedo, logrando los restantes abandonar la ciudad.
Calixto Gauna, alguacil mayor y comandante de milicias, consiguió durante la noche evadirse de la prisión y luego de un veloz viaje de ocho días, informó de lo sucedido a la Junta de Buenos Aires. Después de descansar veinticuatro horas regresó con el gobernador interino nombrado por la Junta, coronel doctor Feliciano Chiclana, quien había sido nombrado auditor de guerra del Ejército del Norte, aunque no viajaba con la expedición, la alcanzó el 28 de julio en Fraile Muerto con su escolta de seis blandengues y dos patricios, que allí reforzó con doce blandengues al mando del teniente Eusebio Suárez y continuó viaje a Salta. El hecho le valió a Gauna el grado de teniente coronel, aunque al regresar a Salta debió permanecer postrado por tres meses debido a la hinchazón de sus extremidades inferiores. 
La Junta envió al comandante Francisco Ortiz de Ocampo una recomendación para tratar con Gauna sobre la ruta a seguir por la expedición:

El Regidor Alguacil Mayor de la ciudad de Salta Don Calisto Gaona que actualmente se halla en ésta; debe regresar inmediatamente á su destino; y siendo este un sujeto de conocido patriotismo y celo ha resuelto la Junta prevenir á V. E. trate con él acerca del camino que debe llevar el ejército desde la referida ciudad de Salta.

Dios Gde. á V. S. Julio 20 de Julio.
 
A la Junta de Comisión de la Expedición á las Provincias interiores

La Junta dio a Chiclana la misión de cortar en Salta la retirada de los realistas de la contrarrevolución de Córdoba y además hacer realizar la elección del diputado. Cuando arribó a la ciudad el 23 de agosto, ordenó la puesta en libertad de los miembros de cabildo. Ese día se reunió el cabildo para recibir a Chiclana y se leyó la orden de la Junta que relevaba del cargo de gobernador intendente a Severo de Isasmendi, dándoselo provisoriamente a Chiclana.
El 29 de agosto Chiclana hizo realizar la elección de un diputado mediante un cabildo abierto con la presencia de ciento dos personas, siendo electo por ochenta y dos votos el Dr. Francisco de Gurruchaga, quien presentó sus credenciales a la Junta el 17 de diciembre de 1810.

En la ciudad de Salta a 29 de Agosto de 1810 (...) se puso en ejecución la eleccion y resultó por excesiva pluralidad de votos que, el Dr. D. Francisco de Gurruchaga es el Diputado electo por esta Capital, para la Exma. Junta General que se ha de crear en la capital de Buenos Aires (...)

Chiclana mandó arrestar a Severo de Isasmendi con una barra de grillos pero logró huir a su hacienda en los valles Calchaquíes, escondiéndose en una cueva de Luracatao. Desde allí colaboró posteriormente con los realistas del Alto Perú. Por orden de la Junta, Chiclana confinó en San Luis a Tomás Sánchez y a Isidro Matorras (escribano del cabildo). El 16 de octubre Castelli llegó a Salta. El 3 de noviembre la Junta nombró a Chiclana gobernador intendente interino de Potosí y en su reemplazo nombró al marqués del Valle de Tojo, quien no asumió y fue sustituido interinamente por Tomás de Allende. Éste asumió la gobernación el 24 de diciembre de 1810, al recibir ese día el oficio de nombramiento.

## Tucumán
El 11 de junio llegaron a San Miguel de Tucumán los oficios de la Junta y del cabildo porteño, pero el cabildo tucumano decidió esperar las órdenes de Salta:

atendiendo a que esta ciudad es subalterna, sujeta en todo al jefe inmediato.

Una vez recibida el día 20 la comunicación de la adhesión de Salta a la Junta enviada por Isasmendi, el Cabildo de Tucumán la reconoció el 26 de junio, comunicando:

El gefe inmediato de esta ciudad subalterna en oficio del 20 del corriente previene, que oyendo el voto de los más ilustrados del Congreso General que se formó, se resolvió á rendir obediencia á la superioridad de V. E.

Por lo que se adhería:

ciegamente a la resolución indicada del Sr. gobernador de la Provincia (...)

El 27 de junio, en una reunión presidida por Clemente Zabaleta, fue elegido diputado Manuel Felipe Molina. El 10 de agosto la Junta ordenó la formación en Tucumán de dos compañías de alabarderos:

Al mismo tiempo ha resuelto la Junta que en la provincia del Tucuman forme V. E. dos compañías de alabarderos de á cien hombres cada una, pues esta es una excelente Caballería para el Perú, y aumenta la fuerza supliendo la falta de armas de fuego: agregándose el interés de acomodar en las plazas de oficiales mozos ilustres de esos pueblos, para que así conozcan ya ventajas y tomen parte en nuestra obra.

Las milicias tucumanas aportaron tres compañías de cien hombres cada una a la expedición. Castelli llegó a Tucumán el 14 de octubre, saliendo para Salta el día 15.

## Jujuy
El cabildo de San Salvador de Jujuy se reunió el 15 de junio de 1810 para tratar un rumor que corre en esta ciudad desde el 12 de junio. Al día siguiente recibió por la tarde los tres pliegos enviados desde Buenos Aires, reuniéndose el cabildo para tratar sobre ellos, siendo el alcalde de primer voto Francisco Calderón. Llegó también con ellos una comunicación del gobernador intendente de Salta, por la que solicitaba al Cabildo de Jujuy que:

(...) conserven por todos los medios posibles la tranquilidad y sosiego, hasta que pueda fijarme en las determinaciones que estoy formando en consorcio con este Ilmo. Sr. Obispo, Cabildo secular y algunas otras personas.

Se convocó a un cabildo abierto para el 27 de junio, pero se suspendió en espera de los acontecimientos de Salta. El 3 de septiembre de 1810 el nuevo gobernador de Salta del Tucumán, Chiclana, llegó a San Salvador de Jujuy, confirmó a Diego José de Pueyrredón como comandante de armas y ordenó que se eligiera un diputado, por lo que el cabildo dispuso un cabildo abierto para el día siguiente. En esa reunión del 4 de septiembre Chiclana hizo jurar obediencia a la Junta y se nombró como diputado a Juan Ignacio Gorriti. 

(...) Y admitiéndose subsecibamente las ofertas y donativos que hicieron los individuos que concurrieron a este congreso, las quales se hacen constar en lista separada: dicho Señor Governador Intendente aprueba en todas sus partes la presente acta, dando las gracias más encarecidas, á nombre de nuestro adorado Monarca el Señor Fernando Septimo, y de la Patria por la liveralidad, y prontitud conque ha manifestado, gustoso este noble becindario su adecion a la justa cauza, que protege y defiende la Capital de estas provincias, y lo firman sus Señorias con los referidos electores de que doi fée. Francisco Calderón. — Diego José de Pueyrredón. — Doctor Manuel José de Leanis. — Fray José Figueras (...)
Acta del 4 de septiembre de 1810

El 30 de octubre Diego Pueyrredón fue nombrado teniente gobernador de Jujuy, quien destacó al teniente Martín Miguel de Güemes a Humahuaca con una partida de observación. Esa partida fue posteriormente reforzada y constituyó el Escuadrón de Salteños que se incorporó al Ejército del Norte. En octubre de 1810 Castelli nombró a Mariano de Gordaliza como teniente gobernador de Jujuy en reemplazo del coronel Diego Pueyrredón, quien acompañó al ejército al Alto Perú.

## Santiago del Estero
El 10 de junio llegó a Santiago del Estero la noticia de la revolución, pero recién el 29 de junio el cabildo comunicó:

(...) nos previene la religiosa conducta de Salta en obedecer sin discutir.

El 2 de julio se eligió a Juan José Lami como diputado, pero Juan Francisco Borges el 15 de julio se dirigió por carta a la Junta, pidiendo la anulación de la elección que no se había hecho por un cabildo abierto y solicitándole armas. La Junta ordenó practicar una nueva elección.
El capitán Domingo Albariño llegó a Santiago del Estero el 23 de agosto con la misión de colectar donativos para el ejército, realizándose una reunión pública a ese efecto el día 31. El teniente coronel Borges organizó a los Patricios Santiagueños para incorporarse al ejército auxiliar. El 20 de octubre, al entregar la fuerza, escribió a la Junta:

De los trescientos hombres que he tenido en cuarteles desde el día 7 de septiembre, escogidos en valor y conducta, como ofrecí a V. E., he formado tres compañías, con sugeción a las prevenciones que se me han hecho (...)

El 3 de octubre llegó a la ciudad el comandante de la expedición Ortiz de Ocampo. Los Patricios Santiagueños, con trescientos diecisiete hombres, fueron luego incorporados al Regimiento N° 6, creado en Potosí.

## Catamarca
El 22 de junio se recibió en Catamarca la comunicación sobre la instalación de la Junta, reuniéndose el cabildo y decidiendo reconocerla. Se decidió también esperar instrucciones de Salta respecto de la elección del diputado.
El 23 de julio Francisco de Acuña fue elegido diputado por cincuenta y dos votos, con una asistencia de setenta y cinco personas. El 1 de agosto Acuña se dirigió a la Junta anunciando su nombramiento y pidiendo un reemplazante para sus cargos de comandante de armas y subdelegado de Real Hacienda. 
Posteriormente Acuña fue reemplazado debido a la circular del 18 de julio de 1810, por la cual se impidió el nombramiento de españoles como diputados. El 4 de septiembre un cabildo abierto eligió como nuevo diputado a José Antonio Olmos de Aguilera.
El 27 de junio fue designado por la Junta, como comandante de armas de Catamarca, Feliciano de la Mota Botello, confirmando a Acuña como teniente ministro de Real Hacienda. Mota Botello recibió de la Junta el encargo de:

que velase sobre la conducta de referido Acuña, con ser que era persona tan principal, pero era peninsular (...)

El cabildo recibió la comunicación del nombramiento el 22 de septiembre. Mota Botello llegó a esa ciudad y el 2 de octubre prestó juramento y asumió el cargo, previamente fue designado teniente coronel el 14 de julio. El 5 de noviembre dio aviso a la Junta de haber remitido ciento cincuenta hombres al Ejército del Norte.

## Avance del Ejército del Norte
El 17 de agosto la Junta ordenó la marcha inmediata de la expedición desde Córdoba. Luego el ejército continuó la marcha en dirección a Santiago del Estero en donde Ortiz de Ocampo quedó reuniendo tropas mientras González Balcarce continuó su avance hacia Salta. La Junta para evitar ofender a Ortiz de Ocampo, lo desplazó del mando efectivo encargándole que quedara en Santiago del Estero reuniendo tropas y diversas tareas secundarias.
El 1 de septiembre la Junta ordenó el regreso a Buenos Aires del comandante de la artillería, capitán Diego Solano y su sustitución por el capitán Juan Ramón de Urien. El 1 de septiembre el ejército comenzó a salir de Córdoba rumbo a Santiago del Estero, continuando en los días siguientes en grupos de cien hombres hasta completar quinientos, que conformaban la avanzada al mando de González Balcarce. Luego le siguió el resto del ejército hasta que el día 11 salió el último grupo con el comandante Ortiz de Ocampo. El 13 de septiembre la vanguardia llegó a Jujuy continuando el resto su llegada hasta el día 21. Entre el 23 y el 24 llegó la artillería formada por dos cañones y dos obuses. El 4 de octubre Antonio González Balcarce llegó con el ejército a Yavi. En Jujuy Francisco Ortiz de Ocampo retomó el mando de la expedición, pero solo para quedar allí organizando los contingentes agregados. 
La Junta había ordenado la incorporación a la expedición de todas las unidades militares que se hallaran a su paso como medida de precaución para evitar posibles insurrecciones en su contra y además para aumentar sus efectivos.

## Versión audible
- Datos: Q5657697